# ام‌اس اولیس
ام‌اس اولیس (به انگلیسی: MS Ulysses) یک کشتی است که طول آن ۲۰۹٫۲ متر (۶۸۶٫۴ فوت) و ارتفاع آن ۵۱ متر (۱۶۷٫۳ فوت) می‌باشد. این کشتی در سال ۲۰۰۱ ساخته شد.